# BFG Technologies

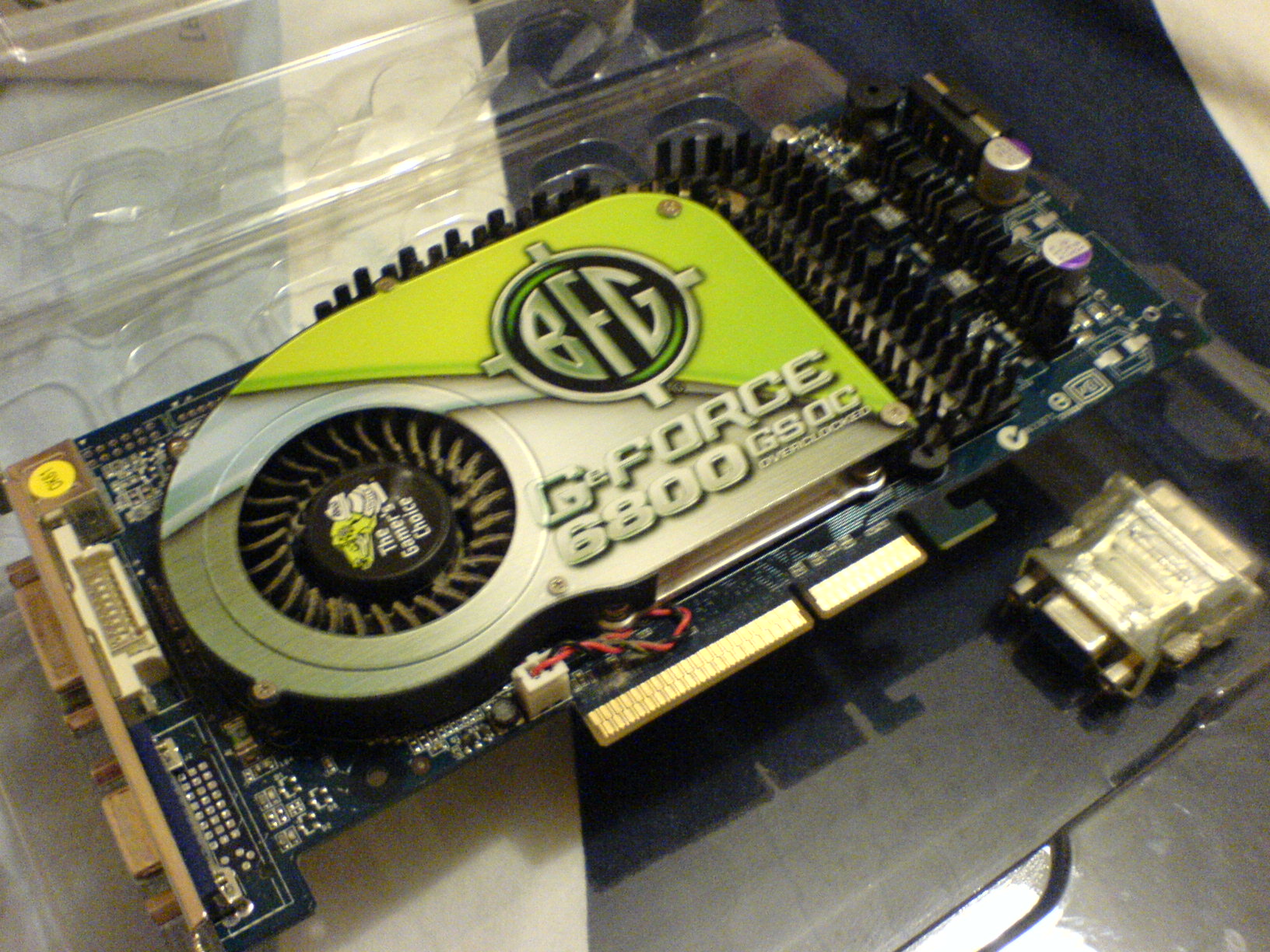
BFG GeForce 6800 GS OC

BFG Technologies – producent kart graficznych opartych na technologii i chipsecie NVIDII. Produkty przedsiębiorstwa dostępne są w Europie i Ameryce Północnej, w sklepach detalicznych oraz internetowych. Jego główna siedziba mieściła się w Lake Forest.
Firma produkowała karty graficzne do komputerów średniej i wyższej klasy. BFG był znany głównie przez komputerowych entuzjastów, gdyż było pierwszym przedsiębiorstwem, które wypuściło na rynek fabrycznie przetaktowane karty graficzne.
Sztandarowy produkt, BFG Tech GeForce 8800 GTX 768MB Water Cooled PCI Express, był pierwszą na świecie kartą graficzną ze sprzętową obsługą DirectX 10 oraz chłodzeniem wodnym. Dzięki temu karta może pracować na bardzo wysokich obrotach osiągając tym samym temperaturę chipsetu w okolicach 30 stopni Celsjusza.
Przedsiębiorstwo produkowało także płyty główne na chipsecie nForce.
Przedsiębiorstwo zostało zlikwidowane w 2010 roku.